# Kovács Gyula (dobos)
Kovács Gyula („Mr. Dob”), Budapest, 1927. december 26. – Budapest, 1992. február 13.) magyar zenész, ütőhangszeres, dobos. Korának legismertebb, legvirtuózabb, legkeresettebb dzsesszdobosa volt. A magyar dzsesszélet összes legendás alakjával játszott együtt, rendszeresen szerepelt koncerteken, lemezeken és filmekben is.

## Pályafutása
Kovács Gyula jazzdobos zenetanár a háború utáni évtizedek Budapestjének dobos sztárja volt. Gene Krupát közvetlenül követő Bellson-Rich-Morello generációhoz tartozott. A nemzeti zenedében  1945-48-ig Roubal Rezső növendéke volt. Előtte, tanulmányai közben és után autodidaktaként szerzett európai szinten is egyedülálló technikai képzettséget. Szinte valamennyi kortárs magyar élvonalbeli zenésszel fellépett: Martiny Lajos, Tabányi Mihály, Pege Aladár, Szabó Gábor, Gonda János, Kruza Richárd, Vukán György, Kovács Andor, Váradi György, Kratochwill Jenő, Deseő Csaba, Kőrössy János, Gallusz György, Radics Gábor, Zágon Iván, Fogarasi János, Szele Tibor, Pitó Tibor, Tóth Menyhért, Vig György, Vécsey Ernő, Boros József, Szakcsi Lakatos Béla, Babos Gyula, Csík Gusztáv, és még sokan mások.
Nevesebb zenekarai voltak: Holéczy, Filu, 1951-61-ig; Martiny kvintett. Évekig játszott a Tabányi zenekarban, Garay Attila, Pege Aladár, Gonda János, Deseő Csaba különböző zenekaraiban. 1966-tól önálló együttesei is voltak. Nemzetközi turnékon Kelet- és Nyugat-Németországban, a Szovjetunióban, Lengyelországban, és fesztiválokon: Bledben, Prágában, Bilzenben, Berlinben. A nyugat-németországi turné után a Melody Maker angol zenei szaklap az Európai dobosok ranglistájának második helyén jegyzi. Nyugat-Németországban válogathatott a szerződések között; Max Greger, Kurt Edelhagen, Karel Vlach, és sokan mások hívták, de ő sem a Martiny zenekartól, sem a hazájától nem hajlandó megválni.
1969-töl a Gonda János vezette Bartók Béla Jazz Konzervatórium egyik alapító tanára volt. Kovács Gyula dobiskolája több ezer oldal magántanulmányon alapszik.
Kovács Gyula iskolájából került ki nagyobbrészt a magyar dobos elit és azok a tanítványok, akik a munkásságát tanítják tovább:
Kármán Sándor, a ceglédi dobmúzeum megalapítója, ahol többek között Kovács Gyula utolsó dobja és személyes tárgyai is megtekinthetők.
Laux József, Solti János, Pálmai Zoltán, Németh Gábor, Herpai Sándor, Dorozsmai Péter, Donászy Tibor, Fekete Gábor, Ruttka Ferenc, Leslie Mandoki, Szabó Ferenc, Varga Gábor, Bánki Péter, Vincze Tamás, Fonyódi Péter, Gombos László, Baló István, Debreczeni Csaba, Pásztory Zoltán, Szende Gábor, Szendi Gábor, Szendrei István, Soós Salz Ervin, Rosenberg Tamás, Brunner Győző, Kreutz László, Csurgai Attila, Hauer Rudi, Bánsági Károly, Weszely János, Király Tamás, Kaszás Péter, Dobinszki Zoltán, Rozsonits Tamás, Pfaff László, Boegán Péter, Balázs Elemér, Major Balázs, Szőke Károly, Kaszás Péter, Kárpáti Zoltán, Balog Elemér, Borza Attila, Kárpáti László, Geröly Tamás Sándor, Patai Attila, Schmidt András, Gönczy Gábor, Szili Ernő, Csomós Feri, Sándor László, Csizmadia László, Csóré János, Helényi Béla, Kovács Gergely, Skrinyár Imre, Beck Mihály, Torbik Zoltán, Eötvös Gábor, Berdisz Tamás, Farkas Zoltán, Veres Gyula, Szendőfi Péter, Tiba Sándor, Kertész Ákos, és sokan mások.
Sikeres saját együttese volt a Mr.Dob, különböző formációkban. Kezdetben Dresch Mihály sax. később Borissza Géza gitár/fuvola, Horváth Péter sax. és Gayer Ferenc bőgő. Nagy sikerű produkció volt három dobossal a Dobshow, ahol Kőszegi Imre és Jávori Vilmos voltak virtuóz partnerei.
Számtalan rádió és lemezfelvételen szerepel a Martiny zenekarral, saját együttessel: Kovács Gyula Ensemble, Modern Jazz Antológia sorozat, Kovács Andorral, a Modern Jazz Trióval (Bled), a Csiky-Kovács-Pege Trióval, a Zágon Iván, Tabányi, Filu, zenekarokkal, a fővárosi Tánczenekarral, a Pege A. Quintettel, a Deső Quintettel, a Gonda Sextettel, a Gonda-Kruza Grouppal, a Deák Big Banddal. Ezeknek részletes felsorolásához legkevesebb 15-20 oldalra lenne szükség.
Kedvenc dobosai Elvin Jones és Jack de Johnette voltak, akik játékukban a tradicionális jazz stíluselemeit mindig megtartották. Más dobtanárokkal ellentétben híresebb amerikai dobosok innovatív és progresszív dobolását magnófelvételekről mutatta be, olyanokat mint például: Alex Acuna, Alphonse Mouzon, Billy Cobham, Dennis Chambers, Steve Gadd, Peter Erskine, Dave Weckl, és sok más neves dobost.
Az ötvenes és hatvanas években konkurencia nélküli dobos volt, egy este több zenekarban is fellépett. A hetvenes, nyolcvanas években szinte minden nevesebb dobos az ő tanítványa volt. A nála is foglalkoztatottabb új dobos generáció kineveléséért, és mindazért amit a magyar ütőhangszeres kultúráért tett, szerény tanári fizetésén kívül semmilyen elismerő támogatást nem kapott.

## Munkássága
Konzervatóriumot végzett.
Tagja volt Martiniy Lajos, Kovács Andor és Pege Aladár együttesének, a Gonda-Kruza kvartettnek, a Garay triónak. Játszott Deseő Csabával, Kőrössy Jánossal, Turán Lászlóval és Gallus Györggyel.
Részt vett a bledi, a prágai, a bilzeni és a berlini dzsesszfesztiválokon és Budapesten a Hot Club Koncerten. A Paiste/Drum Show-n Kőszegi Imre és Jávori Vilmos voltak a partnerei.
„Ami a szívén, az a száján” típusú ember volt, mindig megmondta az igazat, ezért az akkori politika és a középszerű vagy tehetségtelen kollégái miatt nem adhatott ki több lemezt, mint amennyi megjelent.
A ceglédi Dobmúzeumban van a dobfelszerelése, egy róla szóló fotógyűjtemény, egyes személyes használati tárgyai, az ikonikus sötét szemüvege, még az utolsó villamosbérlete is.

## Diszkográfia
- Modern Jazz Antológia IV-VIII. (Qualiton)
- Sámánének – Gonda Sextet (Shaman Song)